# The Sontaran Experiment
The Sontaran Experiment (El experimento Sontaran) es el tercer serial de la 12.ª temporada de la serie británica de ciencia ficción Doctor Who, emitido originalmente en dos episodios semanales el 22 de febrero y el 1 de marzo de 1975. 

## Argumento
Tras los eventos de The Ark in Space, los viajeros del tiempo se teletransportan desde la Estación Espacial Nerva hasta la Tierra, que supuestamente está deshabitada. Sin embargo, el sistema no funciona bien y el Doctor comienza a repararlo. Mientras, le pide a los otros que exploren la zona. Harry cae en una trampa para animales. Sarah va a buscar al Doctor, pero no le ve por ninguna parte, ya que ha sido capturado por un par de astronautas, acusándolo de asesinar a uno de sus compañeros, que tras ser perseguido por un robot, cayó a un precipicio, alertando al Doctor, que llegó al lado del cadáver apuntando hacia él la sospecha de ser el causante de su muerte. 
Roth, un astronauta, encuentra a Sarah. Está claramente aterrorizado, y le explica que ha sido torturado por un alienígena que vive en las rocas junto con su robot patrulla. Él fue testigo de la captura del Doctor, por lo que conduce a Sarah cerca del campamento de los astronautas, apesadumbrado, rechaza acercarse a éste, sospechando que el líder está aliado con el alienígena.
En el campamento de los astronautas es interrogado el Doctor. No le creen nada y lo acusan de ser el responsable de todas las muertes de la tripulación, le dicen que Nerva es un mito, y que ellos se acercaron a la Tierra tras recibir una llamada de socorro. Fueron a investigar, pero luego de aterrizar y desembarcar, la nave fue destruida, quedando sin posibilidad de volver a su colonia. Paulatinamente han ido desapareciendo los astronautas, le cuentan que de los nueve que componían la tripulación solo quedaban ellos, insistiendo en culpar al Doctor, ya que es el único ser vivo que han visto y su historia no es creíble.
Sarah y Roth planean el rescate del Doctor, para eso, Roth aparece y los astronautas van tras él. Mientras tanto, Sarah libera al Doctor. Roth se escabulle de los astronautas, encontrándose posteriormente con Sarah y el Doctor. Juntos se dirigen al lugar donde cayó Harry, el Doctor decide bajar para ver si pudo salir por otro lugar, pero también cae y queda inconsciente por un instante. Arriba, Roth y Sarah son sorprendidos por el robot patrulla y llevados a la nave del alienígena. 
El alienígena es el Mayor Styre de los Sontaran, a quien Sarah confunde con Linx, el sontaran que conoció junto al Tercer Doctor en el primer episodio de la temporada 11 (1973), The Time Warrior. Styre ha estado experimentando con los astronautas y matándolos. Roth intenta escapar pero Styre le mata de un disparo.
Styre se comunica con su superior por enlace de video. El Marshal está impaciente por tener el informe de inteligencia (sin el cual no puede iniciar una invasión de la Tierra), pero Styre le admite que se ha retrasado en sus experimentos.
Styre somete a Sarah a una serie de terribles alucinaciones. El Doctor, libre del agujero, llega hasta ella y le quita un dispositivo alucinógeno de la frente, pero entonces cae inconsciente. El Doctor, enfurecido, ataca a Styre, pero el Sontaran se libera fácilmente de él, y le dispara. Se marcha creyéndole muerto, aunque solo está inconsciente.
El robot, que ha capturado a los tres astronautas restantes, los lleva a la nave de Styre, donde se revela que Vural, uno de ellos, había intentado hacer un pacto con Styre a cambio de su propia vida. Sin embargo, Styre pretende experimentar con Vural de todas formas. El Doctor se recupera, desactiva al robot y se reencuentra con Sarah y Harry. Se enfrenta a Styre, desafiándole a un combate singular. Mientras los dos luchan, Sarah y Harry liberan a los tres astronautas, y después Harry sube a la nave de Styre para sabotearla. Styre está a punto de ganar la batalla, pero Vural le ataca, salvando al Doctor a costa de su propia vida. Styre, bajo de energía, se dirige a su nave para recargar, pero el sabotaje provoca en cambio su propia muerte.
El Doctor informa al Marshal no solo que la misión de Styre ha fracasado, sino que los planes de la invasión están en manos humanas. Esto es suficiente para cancelar la invasión, y los tres pueden regresar a Nerva, o eso creen.

### Continuidad
Este serial forma parte de una serie de aventuras consecutivas de la tripulación de la TARDIS, que comienzan al final de Robot y que se exitenden hasta Terror of the Zygons.
Los Sontaran aparecen por primera vez en 1973 en el episodio "The Time Warrior", la confusión de Sarah se debe a que los Sontaran se reproduce por clonación y son muy parecidos unos a otros.

## Producción
| Episodio          | Fecha de emisión      | Duración | Espectadores en millones | Estado en el archivo  |
| ----------------- | --------------------- | -------- | ------------------------ | --------------------- |
| Episodio 1        | 22 de febrero de 1975 | 24:27    | 11                       | Cinta original en PAL |
| Episodio 2        | 1 de marzo de 1975    | 25:00    | 10,5                     | Cinta original en PAL |
| [ 1 ] [ 2 ] [ 3 ] |                       |          |                          |                       |

#### Provisionales
Entre los títulos provisionales de esta historia se incluye The Destructors (Los destructores). Estos dos episodios formaban parte originalmente de un solo serial de seis episodios, pero Philip Hinchcliffe tomó la decisión de dividir el serial en dos, el de cuatro partes The Ark in Space y esta historia en dos partes. Pero conservaron al mismo director y presupuesto compartido. Para ahorrar dinero, Hinchcliffe decidió que Ark se grabara íntegramente en el estudio y esta historia íntegramente en exteriores. También se decidieron por los Sontarans porque podían reutilizar el vestuario Sontaran de The Time Warrior y así ahorrar el coste de diseñar a un nuevo alienígena. Este fue el primer serial de dos partes desde 1965 con The Rescue y el último hasta el de 1982 Black Orchid.
Aunque el serial fue el tercero emitido de los de Baker, en realidad fue el segundo en rodarse. Este fue el segundo serial de la historia de Doctor Who que se hizo íntegramente en exteriores (el primero fue Spearhead from Space de 1970. En este caso se rodó en Hound Tor, en Dartmoor. Sin embargo, a diferencia de Spearhead from Space y las escenas de exteriores de otros seriales, la producción se grabó íntegramente en video utilizando primitivo equipamiento de video portátil, en lugar de la habitual película de 16mm. Este uso de video para exteriores fue remarcable para la época, pero los problemas técnicos son evidentes en el resultado final. También fue el primer y único serial de Doctor Who donde no hubo absolutamente ninguna escena en interiores. Durante el rodaje, Tom Baker se rompió la clavícula. Sin embargo, al ser parte de su vestuario la enorme bufanda, pudo disimular el cabestrillo que tuvo que llevar por la lesión. Para las escenas de acción, le dobló el especialista habitual del programa Terry Walsh, grabado en ángulos que escondieran su cara.
La escena de los dos colonos intentando sujetar la barra de gravedad Sontaran para que no aplaste a otro colono es lo que atrajo la atención de Mary Whitehouse a la serie. Seguiría criticando los elementos violentos y terroríficos del programa, sobre todo en la siguiente historia, Genesis of the Daleks y en The Deadly Assassin.